# Maurice Piette
Pour les articles homonymes, voir Piette.
Louis Eugène Maurice Piette, né le 16 mai 1871 à Vervins et mort le 5 juillet 1953, est un haut fonctionnaire et homme politique français, ministre d'État de Monaco de 1923 à 1932.